# روزگار یک جنگجو
روزگار یک جنگجو (به تلگو: Anaganaga O Dheerudu) فیلمی محصول سال ۲۰۱۱ و به کارگردانی پراکاش کوولامودی است. در این فیلم بازیگرانی همچون سیدارت نارایان، شروتی حسن، لاکشمی فومانچو، بیبی هارشیتا ایفای نقش کرده‌اند.